# مو وين
مو وين (بالبورمية: မိုးဝင်း)‏ هو لاعب كرة قدم ميانماري في مركز الدفاع، ولد في 30 مارس 1988. شارك مع منتخب ميانمار لكرة القدم. أما مع النوادي، فقد لعب مع نادي آياياوادي يونايتد.

## وصلات خارجية
- مو وين على موقع قاعدة بيانات كرة القدم.إي يو (الإنجليزية)
- مو وين على موقع ناشيونال فوتبول تيمز (الإنجليزية)